# Botlogile Tshireletso
Botlogile Tshireletso là một chính trị gia Botswana, từng giữ chức Bộ trưởng Chính phủ địa phương và Phát triển nông thôn tại Nội các Botswana, có hiệu lực từ ngày 4 tháng 4 năm 2018. Ngay trước khi đảm nhiệm vị trí hiện tại, bà là Trợ lý Bộ trưởng Chính quyền Địa phương và Phát triển Nông thôn, trong nội các Botswana. Bà cũng phục vụ như là thành viên được bầu của quốc hội, đại diện cho khu vực bầu cử Mahalapye East, trong Quốc hội Botswana.